# Mannheimer schoolstelsel
Het Mannheimer schoolstelsel is een schoolsysteem met differentiatie naar begaafdheid. De begaafde leerlingen worden erin verdeeld in hoofd- en normale klassen. Voor minder begaafde scholieren kent het systeem speciaal onderwijs, voor laag presterende leerlingen hulpklassen.
Het Mannheimer stelsel werd in 1901 beschreven door lid van de 'Stadtschulrat' J.A. Sickinger (1858 -1930).
Sickingers doel was om de studenten te stimuleren op basis van hun capaciteiten. Bij zijn differentiatie maakte hij een verdeling in hoofdlessen en normale lessen. Om aan te sluiten bij het vervolgonderwijs werden de taallessen in 6-8 niveaus aangeboden. 
Het Mannheimer stelsel werd in 1904 besproken op het International School Congress in Neurenberg. Het systeem werd ingevoerd in Hessen en Saksen en in meer dan 150 Duitse en Oostenrijkse steden. In 1922 steunde schoolpsycholoog Hans Lämmermann de Mannheimer opzet. 
Het stelsel had echter als bijverschijnsel dat de minderbegaafde kinderen vooral te vinden waren onder de armere schoolbevolking, zodat er opnieuw armenscholen ontstonden. Ouders die hun kind aan deze indeling wilden onttrekken konden hun kinderen naar de niet-kosteloze burgerschool sturen. Het schoolsysteem werd in 1935 verboden door de nationaalsocialisten.